# 후글리강

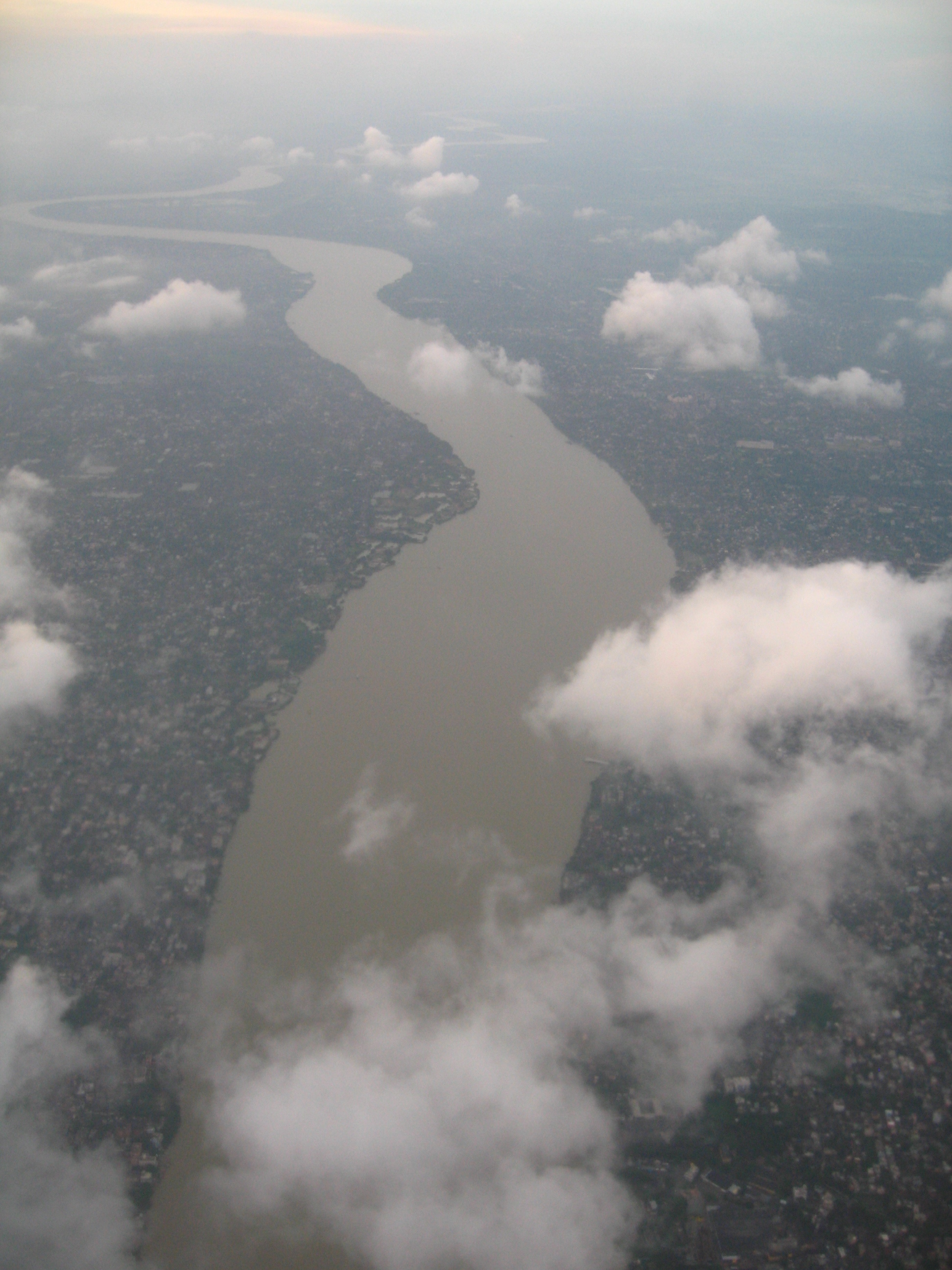
하우라 발리 마을이 내려다보이는 후글리강

후글리강(힌디어: हुगली नदी)은 인도 무르시다바드구의 베르함포레와 팔라시의 북쪽에 있는 기리아 가까이에서 발원한다. 갠지스강의 주요 강은 파드마로 방글라데시로 흘러 들어간다. 파라카 피더 운하라고 불리는 인공 운하가 갠지스강과 바지라티강을 연결하여 히말라야강의 풍부한 물을 서벵골주에서 솟아나는 좁은 강으로 끌어낸다.
갠지스강처럼, 후글리는 힌두교도들에게 신성하게 여겨진다.

## 역사
상류 지역에서는 후글리에 도달할 때까지 일반적으로 바기라티강으로 알려져 있다. 바기라티라는 단어는 문자 그대로 "바기라타에 의해 야기된"이라는 뜻인데, 그는 성 카필라의 저주로부터 60,000명의 외삼촌을 해방시키기 위해 하늘에서 갠지스강을 지상으로 끌어올리는 데 도움이 되었다.
1974년, 파라크카댐은 콜카타 항구의 실트 문제를 줄이기 위해 건기 동안 후글리강으로 물을 돌리기 시작했다.
다른 갠지스강과 마찬가지로, 바기라티후글리는 힌두교도들에게 신성한 것으로 간주되며, 물은 신성한 것으로 간주된다.

## 경제

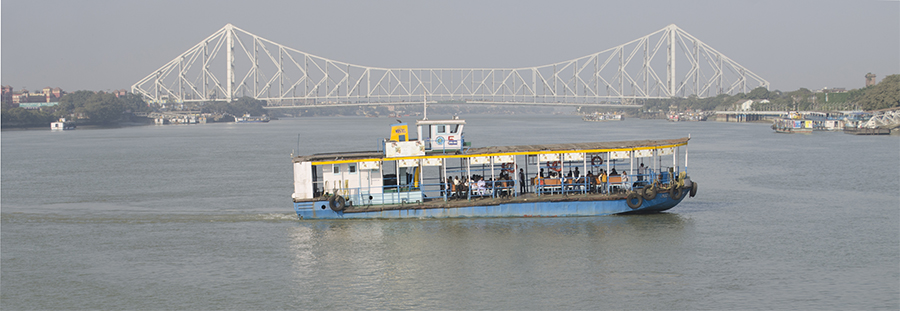
하우라 다리(라빈드라 세투)를 배경으로 하우라와 콜카타를 오가는 페리

후글리강 시스템은 서벵골주 사람들에게 필수적인 생명선이다. 영국 동인도 회사가 벵골로 항해하여 영국령 인도의 수도인 캘커타에 무역 정착지를 설립한 것은 이 강을 통해서였다. 프랑스인, 네덜란드인, 포르투갈인 등과 같은 다른 나라에서 온 사람들은 모두 이 강둑 옆에 그들의 무역 정착지를 가지고 있었다.
이 강은 서벵골주 평원에 관개와 인적, 산업적 소비를 위한 물을 지속적으로 공급한다. 이 강은 항해가 가능하고 교통 흐름이 많은 지역의 주요 교통 체계이다. 오랫동안 콜카타 항구는 인도의 가장 큰 항구였다. 과거에는 그 중요성이 낮아졌지만, 최근에는 인도 항구 목록에서 3위에 올랐다. 후글리강 하류와 할디강이 만나는 지점에 있는 현대의 컨테이너 항구 할디아는 현재 이 지역의 해상 무역의 많은 부분을 운반하고 있다. 콜카타 항구의 부하를 줄이기 위해 심해에 새로운 항구 하나가 건설될 것이다.
강이 오염되었음에도 불구하고, 강에서 나오는 물고기는 지역 경제에 중요하다.

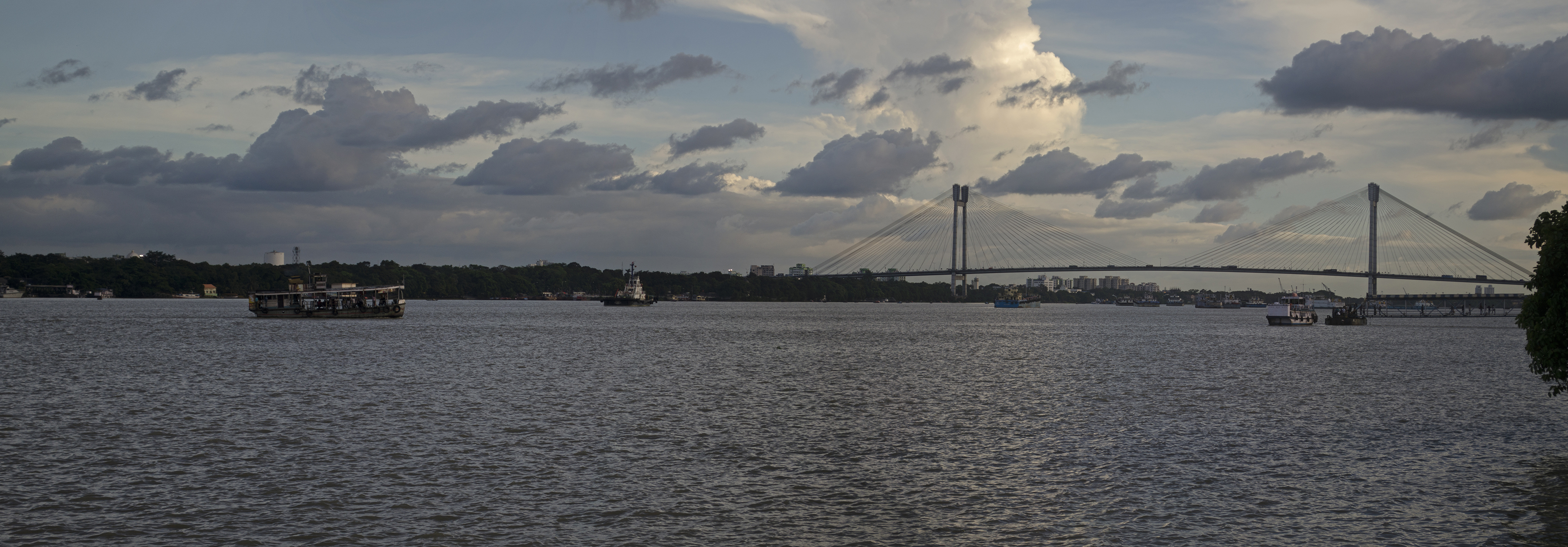
제2후글리교가 있는 하우라에서 바라본 콜카타 전경

후글리강 계곡은 벵골주에서 가장 중요한 산업 지역이었다. 이 지역의 주요 산업인 황마 산업의 쇠퇴에도 불구하고, 그것은 여전히 인도의 가장 큰 산업 지역 중 하나이다. 콜카타에는 인도에서 두 번째로 큰 도시이자 이전의 수도였던 콜카타의 집합체를 형성하는 여러 작은 도시들이 있다.
2015년 9월, 서벵골주 정부는 콜카타의 후글리 강변의 보수 공사가 국가 강가 유역 프로젝트 계획에 따라 세계은행의 자금 지원을 받아 완료될 것이라고 발표했다.